# Гасымлы, Магеррам Паша оглы
Магеррам Паша оглы Гасымлы (азерб. Məhərrəm Qasımlı; род. 5 августа 1958, Алаколь, Товузский район) ― азербайджанский филолог, литературовед. Заслуженный деятель науки Азербайджана. Профессор.

## Биография
Родился в 1958 году в селе Алаколь Товузского района Азербайджанской ССР.
В 1980 году окончил Азербайджанский государственный университет по специальности «филология».
Работает в Институте литературы Национальной академии наук Азербайджана. Заведующий отделом азербайджанского устного народного творчества и письменных памятников.
В 1992 году был назначен заместителем директора по академической части института.
Принимал участие в подготовке 10-томной истории азербайджанской литературы. Составил энциклопедию «Новруз» в 2008 году. Являлся также её главным научным редактором.
Опубликовал книгу «Искусство ашугов» в Турции в 2010 году.
В настоящее время работает над энциклопедией «Озан-Ашык». Является главным секретарем Союза ашугов Азербайджана.
Автор более 250 научных статей и 2 монографий. Опубликовал за рубежом 20 статей.
Был ведущим нескольких телепрограмм на Азербайджанском телевидении и его дочернем канале «Культура», в том числе передач «Сундук с музыкальными сокровищами» и «Вечер слова».
Доктор филологических наук, профессор. Заместитель директора Литературного института Национальной академии наук Азербайджана.
Председатель Союза ашугов Азербайджана (с 03.03.2016 ― настоящее время). Фольклорист. Заслуженный деятель науки. Поэт. Пишет стихи под псевдонимом «Орхан Паша». В 2004 году опубликовал сборник стихов под названием «Мне есть что тебе сказать».

## Сочинения
- «Искусство ашугов» (ашугская профессия). — Баку, «Озан», 1996
- «Мне есть что тебе сказать», 2004
- «Искусство Озан-ашуг» (Озан-ашугская профессия), 2010, Турция[13].

## Статьи
- «Озан-ашугский переход» Баку, журнал "Гобустан", 1991, №3.
- «Устад», «Адабийят газети», 22 февраля 1991 г., №8.
- «Сюжетные особенности эпоса "Манас"» Анкара, журнал "Турецкий мир", 1995, №4.
- «Понятие имени у азербайджанских тюрков» «Азербайджан Интернэшнл». пот Вашингтон, 1999, №11
- «Информационная нагрузка и репертуарные задачи в ашугском искусстве» Баку, 2001, Научные труды, №3-4
- «Удивительная статуя наших баятов: Сари Ашыг» // Газета Адабийят. - 2015. - 5 сентября. - С.20-21.